# David Jensen
David Jensen (Pinckneyville, 23 settembre 1952) è un attore statunitense.

## Filmografia parziale
- Delitti e segreti (Kafka), regia di Steven Soderbergh (1991)
- Traffic, regia di Steven Soderbergh (2000)
- Ocean's Eleven - Fate il vostro gioco (Ocean's Eleven), regia di Steven Soderbergh (2001)
- La giuria (Runaway Jury), regia di Gary Fleder (2003)
- Una canzone per Bobby Long (A Love Song for Bobby Long), regia di Shainee Gabel (2004)
- The Skeleton Key, regia di Iain Softley (2005)
- Baciati dalla sfortuna (Just My Luck), regia di Donald Petrie (2006)
- The Mist, regia di Frank Darabont (2007)
- Warbirds - L'isola della paura (Warbirds), regia di Kevin Gendreau (2008) - Film TV
- Il curioso caso di Benjamin Button (The Curious Case of Benjamin Button), regia di David Fincher (2008)
- Un alibi perfetto (Beyond a Reasonable Doubt), regia di Peter Hyams (2009)
- Jonah Hex, regia di Jimmy Hayward (2010)
- Ticking Clock, regia di Ernie Barbarash (2011) - Direct-to-video
- World Invasion, regia di Jonathan Liebesman (2011)
- Solo per vendetta (Seeking Justice), regia di Roger Donaldson (2011)
- Carjacked - La strada della paura (Carjacked), regia di John Bonito (2011)
- Universal Soldier - Il giorno del giudizio (Universal Soldier: Day of Reckoning), regia di John Hyams (2012)
- Looper, regia di Rian Johnson (2012)
- Facciamola finita (This Is the End), regia di Evan Goldberg, Seth Rogen (2013)
- The Butler - Un maggiordomo alla Casa Bianca (The Butler), regia di Lee Daniels (2013)
- The Best of Me - Il meglio di me (The Best of Me), regia di Michael Hoffman (2014)
- Fuga in tacchi a spillo (Hot Pursuit), regia di Anne Fletcher (2015)
- Midnight Special - Fuga nella notte (Midnight Special), regia di Jeff Nichols (2016)
- Loving - L'amore deve nascere libero (Loving), regia di Jeff Nichols (2016)
- Free State of Jones, regia di Gary Ross (2016)
- Mudbound, regia di Dee Rees (2017)
- Camera Obscura, regia di Aaron B. Koontz (2017)
- Walkaway Joe, regia di Tom Wright (2020)

## Doppiatori italiani
Nelle versioni in italiano delle opere in cui ha recitato, David Jensen è stato doppiato da:
- Ambrogio Colombo in Fuga in tacchi a spillo, Free State of Jones, Manhunt
- Vladimiro Conti in The Mist, Solo per vendetta
- Romano Ghini in Profiler - Intuizioni mortali
- Mino Caprio in Un alibi perfetto
- Luca Dal Fabbro in Midnight Special - Fuga nella notte
- Oliviero Dinelli in Loving - L'amore deve nascere libero
- Gianni Giuliano in Outer Banks